# マーカス・デイヴィス
マーカス・デイヴィス（Marcus Davis、1973年8月24日 - ）は、アメリカ合衆国の男性総合格闘家、プロボクサー。アイルランド系アメリカ人。メイン州ホールトン出身。チーム・アイリッシュ所属。

## 来歴
14歳の時よりボクシングを始め、1993年、19歳でプロデビュー。2000年までに17勝（12KO）1敗2分けの成績を残し、ニューイングランド地域の王者にも就いている。バウンサーとして生計を立てる一方、当時よりグラップリングを学び、1997年には総合格闘技のジムを設立。ティム・シルビアを指導していたこともある。
2003年にISCFで総合格闘技デビューを果たし、ショーン・ゲイに勝利する。2戦目にはチアゴ・アウベスに判定負けを喫した。

### TUF
2005年にはUFCのリアリティ番組「The Ultimate Fighter」のシーズン2に参加。負ければ引退を覚悟していたが緒戦でジョー・スティーブンソンに敗れ脱落した。その後はジェイソン・フォン・フルーの怪我の回復次第ではリザーバーで復活予定であったが、結局再登場はならなかった。11月5日のフィナーレでは同じく番組の脱落者であるメルヴィン・ギラードと対戦、TKO負けを喫し、以降はしばらくUFCからは離れることとなった。

### UFC
2006年はマイナー大会で5連勝を記録し、UFCと再契約を果たした。10月10日のOrtiz vs. Shamrock 3ではフォレスト・ペッツと対戦し、フロントチョークで一本勝ちを収めた。12月7日のUFC Fight Night: Sanchez vs. Riggsではショーニー・カーターに判定勝ち。
2007年にはピート・スプラットに勝利した後はイギリス大会のみに出場している。6月16日に北アイルランドで開催されたUFC 72のジェイソン・タン戦では、今まで使用されていたThe Irish Hand Grenade（アイルランドの手榴弾）というニックネームがテロリズムを連想させるとして、現地の政治事情に配慮しThe Celtic Warrior（ケルト族の戦士）に変更された。試合は1分15秒のKO勝利で、ノックアウト・オブ・ザ・ナイトを受賞した。9月8日のUFC 75ではポール・テイラーに一本勝ちを収め、ファイト・オブ・ザ・ナイトおよびサブミッション・オブ・ザ・ナイトを受賞した。この年は3戦全勝で1年を終えた。
2008年1月19日、UFC 80ではジェス・リアウディンをKOする。6月7日、UFC 85でマイク・スウィックに1-2の判定で敗れ連勝は11（UFCでは6）でストップした。10月18日、UFC 89でポール・ケリーにフロントチョークで一本勝ちを収めた。
2009年1月17日、UFC 93でクリス・ライトルと対戦し、判定勝ちを収め、ファイト・オブ・ザ・ナイトを受賞した。アイルランド開催ということで、大きな声援を浴びた。
2010年5月8日、UFC 113でジョナサン・グレと対戦し、左アッパーでダウンを奪いパウンドで追撃しTKO勝ち。
2010年8月28日、UFC 118でネイサン・ディアスと対戦し、フロントチョークで一本負けを喫した。
2011年1月1日、UFC 125でジェレミー・スティーブンスと対戦し、右ストレートで失神KO負けを喫した。

## 戦績

### 総合格闘技
| 総合格闘技 戦績 | 総合格闘技 戦績 | 総合格闘技 戦績 | 総合格闘技 戦績 | 総合格闘技 戦績 | 総合格闘技 戦績 | 総合格闘技 戦績 |
| --------------- | --------------- | --------------- | --------------- | --------------- | --------------- | --------------- |
| 27 試合         | (T)KO           | 一本            | 判定            | その他          | 引き分け        | 無効試合        |
| 19 勝           | 6               | 8               | 5               | 0               | 0               | 0               |
| 8 敗            | 3               | 2               | 3               | 0               | 0               | 0               |

| 勝敗 | 対戦相手                   | 試合結果                           | 大会名                                                       | 開催年月日     |
| ○    | ピート・スプラット         | 5分3R終了 判定3-0                  | MFC 30: Up Close and Personal                                | 2011年6月10日  |
| ○    | カーティス・デマルス       | 5分3R終了 判定2-1                  | MFC 29: Conquer                                              | 2011年4月8日   |
| ×    | ジェレミー・スティーブンス | 3R 2:33 KO（右ストレート）         | UFC 125: Resolution                                          | 2011年1月1日   |
| ×    | ネイサン・ディアス         | 3R 4:02 フロントチョーク           | UFC 118: Edgar vs. Penn 2                                    | 2010年8月28日  |
| ○    | ジョナサン・グレ           | 2R 1:23 TKO（左アッパー→パウンド） | UFC 113: Machida vs. Shogun 2                                | 2010年5月8日   |
| ×    | ベン・ソーンダース         | 1R 3:24 KO（膝蹴り）               | UFC 106: Ortiz vs. Griffin 2                                 | 2009年11月21日 |
| ×    | ダン・ハーディー           | 5分3R終了 判定1-2                  | UFC 99: The Comeback                                         | 2009年6月13日  |
| ○    | クリス・ライトル           | 5分3R終了 判定2-1                  | UFC 93: Franklin vs. Henderson                               | 2009年1月17日  |
| ○    | ポール・ケリー             | 2R 2:16 フロントチョーク           | UFC 89: Bisping vs. Leben                                    | 2008年10月18日 |
| ×    | マイク・スウィック         | 5分3R終了 判定1-2                  | UFC 85: Bedlam                                               | 2008年6月7日   |
| ○    | ジェス・リアウディン       | 1R 1:04 KO（左フック）             | UFC 80: Rapid Fire                                           | 2008年1月19日  |
| ○    | ポール・テイラー           | 1R 4:14 腕ひしぎ十字固め           | UFC 75: Champion vs. Champion                                | 2007年9月8日   |
| ○    | ジェイソン・タン           | 1R 1:15 KO（右ストレート）         | UFC 72: Victory                                              | 2007年6月16日  |
| ○    | ピート・スプラット         | 2R 2:57 アキレス腱固め             | UFC 69: Shootout                                             | 2007年4月7日   |
| ○    | ショーニー・カーター       | 5分3R終了 判定3-0                  | UFC Fight Night: Sanchez vs. Riggs                           | 2006年12月13日 |
| ○    | フォレスト・ペッツ         | 1R 4:58 フロントチョーク           | Ortiz vs. Shamrock 3: The Final Chapter                      | 2006年10月10日 |
| ○    | マイク・ヴォーン           | 1R 4:14 腕ひしぎ十字固め           | Wild Bill's Fight Night 4                                    | 2006年9月8日   |
| ○    | ジェイソン・ハサウェイ     | 1R 1:19 TKO（パンチ連打）          | Wild Bill's Fight Night 3                                    | 2006年7月14日  |
| ○    | ダグ・ゴードン             | 5分3R終了 判定3-0                  | Cage Fury Fighting Championships 1                           | 2006年6月30日  |
| ○    | クレイグ・ガンダー         | 1R 0:37 フロントチョーク           | Combat Zone 16: In the Cage 2                                | 2006年5月13日  |
| ○    | アンディ・ノルミントン     | 1R 1:41 ネッククランク             | Combat Zone 14: In the Cage                                  | 2006年4月8日   |
| ×    | メルヴィン・ギラード       | 2R 2:55 TKO（カット）              | The Ultimate Fighter 2 Finale                                | 2005年11月5日  |
| ○    | レナート・ミザベコフ       | 1R 1:19 腕ひしぎ十字固め           | Conbat Zone 10: Ground War 【Combat Zoneミドル級王座決定戦】 | 2005年4月2日   |
| ○    | ショーン・ゲイ             | 1R 1:33 TKO（パンチ連打）          | Conbat Zone 7: Gravel Pit                                    | 2004年7月30日  |
| ×    | ヌリ・シャキール           | 3R 2:38 チョークスリーパー         | MMA: Eruption 【Eruptionウェルター級王座決定戦】             | 2004年4月30日  |
| ×    | チアゴ・アウベス           | 5分3R終了 判定1-2                  | Hardcore Fighting Championships 2                            | 2003年10月18日 |
| ○    | ショーン・ゲイ             | 1R 2:09 TKO（パンチ連打）          | ISCF: Friday Night Fights                                    | 2003年8月22日  |

### プロボクシング
- 20戦17勝（12KO）1敗2分

## 獲得タイトル
- Combat Zoneミドル級王座（2005年）